# Pik Saxonia
Der Pik Saxonia ist ein Berg im Pamir und liegt direkt auf der Grenze zwischen Kirgisistan und Tadschikistan. Der 5345 Meter hohe Gipfel liegt im westlichen Transalaigebirge.

## Name
Der Name des Berges geht auf seine Erstbesteigung im Jahre 1989 zurück. Einem Expeditionsteam aus Leipzig gelang damals die erste Besteigung des naheliegenden Pik Leipzig und es gab dem kleineren Nachbargipfel den Namen Pik Saxonia (Saxonia bedeutet im Lateinischen „Sachsen“). Im Gegensatz zum Pik Leipzig besitzt der Berg jedoch keine offizielle Urkunde des kirgisischen Staates, die die Namensgebung und die Erstbesteigung amtlich bestätigt.

## Geographie
Der Pik Saxonia liegt im Norden des Pamir, etwa 34 km westlich vom Pik Lenin. Hier erhebt er sich im westlichen Transalaigebirge, welches entlang der Grenze zwischen Kirgisistan und Tadschikistan verläuft, als nach oben abgeflachter Gipfel mit einer Fläche von mehreren hundert Quadratmetern. Verfolgt man die Landesgrenze weiter nach Süden, schließt sich etwas tiefer nach etwa 800 m Luftlinie ein Platz für das Hochcamp auf 5100 m Höhe zur Besteigung des Pik Leipzig an und nach etwa 1500 m Luftlinie (horizontale Distanz) erhebt sich der stark vergletscherte Pik Leipzig nochmal etwa 600 Meter hinauf. Im Norden des Pik Saxonia liegt das Alaital und das kleine Dorf Achik-Suu. Am Fuße des Berges weit vor dem Dorf liegt auf 3600 Meter Höhe im Sommer ein Nomadencamp mit den landestypischen Jurten als sommerliche Wohnstätte der Hirten und ihrer Familien. Im Süden befindet sich das unbewohnte und schwieriger zugängliche Saukdaratal. Zwei größere Gletscher nähren sich nach Norden (Atschik-Suu-Gletscher) und Süden (Tschakmantosch-Gletscher) fließend an den Hängen des Berges. Der Atschik-Suu-Gletscher war im Sommer 2016 nicht mehr direkt mit dem Bergmassiv verbunden und lag unter einer teilweise meterdicken dunklen Schotterschicht begraben. Bei Regen und Neuschnee schwellen die felsigen Rinnen auch im Sommer zu sprudelnden Wasserläufen an.

## Besteigungsgeschichte
Der Pik Leipzig wurde am 9. August 1989 von einer Bergsteigergruppe aus der DDR (dabei: Ralf Brummer, Siegfried Wittig, Erhard Klingner, Wolfgang Hempel) das erste Mal bestiegen. Mitglieder der ersten Expedition bestiegen auch den Pik Saxonia. Danach wurde der Gipfel wahrscheinlich noch einmal von Bergsteigern aus Halle bestiegen. Im Jahre 2013 wurde der Pik Saxonia durch Christian Vettermann und Max Hückel (siehe Einzelnachweise unten) bestiegen. Ein Jahr später initiierte der Erstbesteiger des Pik Leipzig Ralf Brummer und der ebenfalls aus Leipzig stammende Christian Vettermann eine erneute Leipziger Expedition zum Pik Leipzig. Im Zuge dieser gelang es Mitgliedern der Gruppe neben dem Pik Leipzig ebenfalls den Pik Saxonia ein weiteres Mal zu besteigen. Im September 2016 erreichten die Leipziger Bergsteiger Matthias Gehling, Hans Wagner und Michael Schwipps erneut den Gipfel des Pik Saxonia. Weitere Besteigungen sind bisher nicht dokumentiert.